# 232 km (obwód smoleński)
232 km (ros. 232 км) – przystanek kolejowy w pobliżu miejscowości Zienkino, w rejonie nowodugińskim, w obwodzie smoleńskim, w Rosji. Położony jest na linii Lichosławl – Rżew – Wiaźma.